# DB European Railservice
Die DB European Railservice GmbH (DB ERS GmbH) war eine 100-prozentige Tochter der DB Fernverkehr AG.
Sitz der DB ERS ist die Zentrale in Dortmund.
Daneben befinden sich Niederlassungen in Berlin,  Hamburg und München. Die Niederlassung in Dresden wurde 2009 aufgelöst, die Niederlassung in Dortmund 2015 (wobei die Zentrale jedoch weiterhin ihren Sitz formell in Dortmund hat). 2010 wurden im Jahresdurchschnitt 514 Personen, im Jahr 2011 490 Personen in der DB ERS beschäftigt.
Die DB ERS war bis zum Fahrplanwechsel am 11. Dezember 2016 im City Night Line und im AutoZug der Deutschen Bahn zuständig für Betrieb, Vertrieb und Service, d. h. Sicherheit und Technik der Zugfahrten, Fahrkartenkontrolle und -verkauf sowie Hotellerie auf dem Zug.
Am 1. Dezember 2015 gab die Geschäftsführung der DB ERS bekannt, dass im Zuge der Einstellung des Autoreisezug- und Nachtreisezugverkehrs durch die Deutsche Bahn das Hauptgeschäftsfeld des Unternehmens ab Dezember 2016 verschwindet. Die damaligen 280 Mitarbeiter sollten nach dem Ende der Geschäftstätigkeit der DB ERS in den DB Jobservice überführt werden.